# Camino del Cid

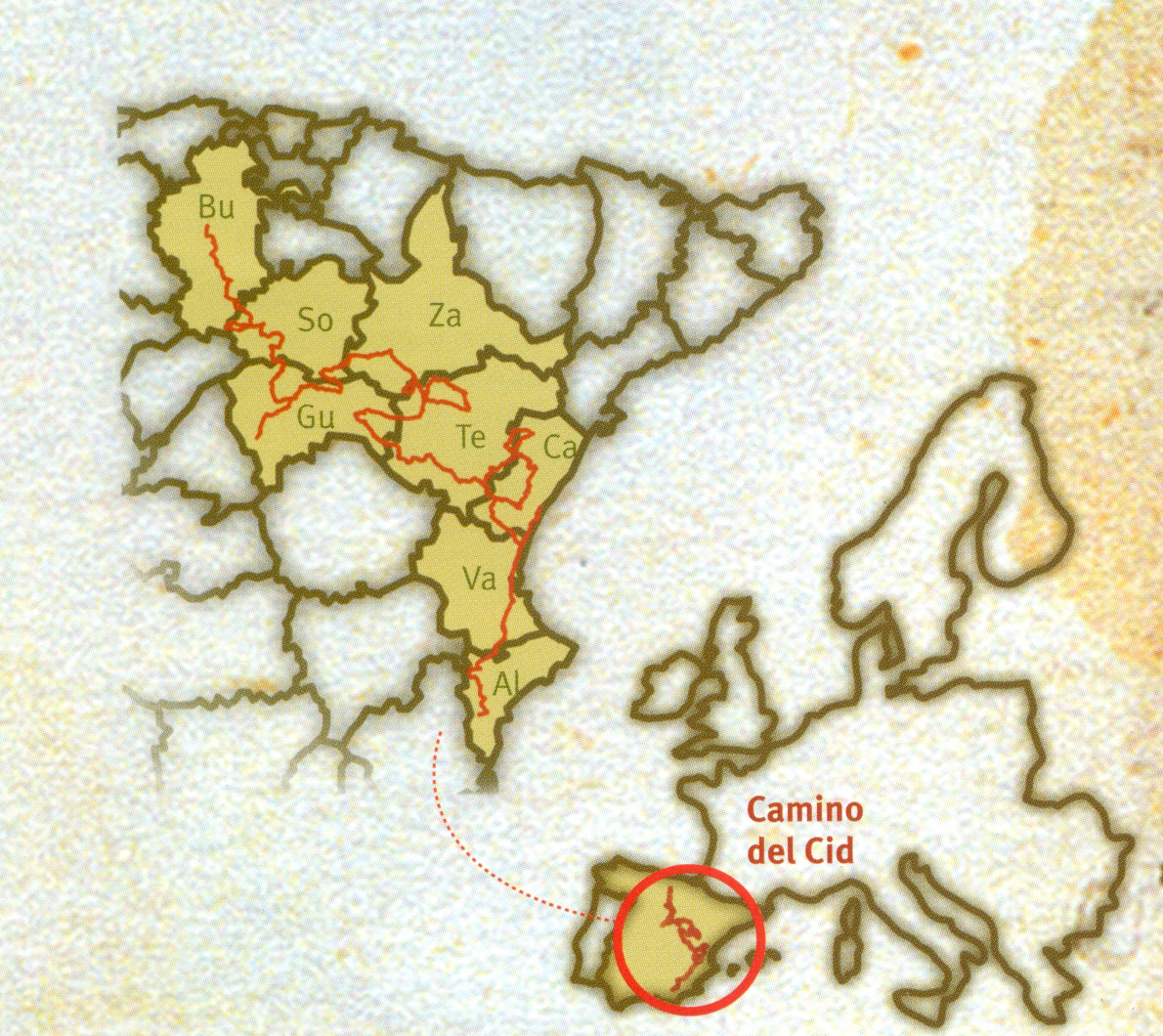
El Camino del Cid discurre por ocho provincias españolas.

El Camino del Cid es un itinerario turístico cultural y un Sendero de Gran Recorrido homologado (GR-160) basado en un personaje histórico, Rodrigo Díaz, y en una obra literaria: el Cantar de mio Cid. En ambos casos se trata de referencias de ámbito internacional: el Cid, "héroe castellano por excelencia, el caballero más excelso de la España medieval" y el Cantar, "una de las grandes obras clásicas de la literatura europea".
La ruta atraviesa ocho provincias españolas (Burgos, Soria, Guadalajara, Zaragoza, Teruel, Castellón, Valencia y Alicante) pertenecientes a cuatro comunidades autónomas (Castilla y León, Castilla-La Mancha, Aragón y Comunidad Valenciana). Puede recorrerse tanto por carretera como por sendero.

## Orígenes del Camino del Cid

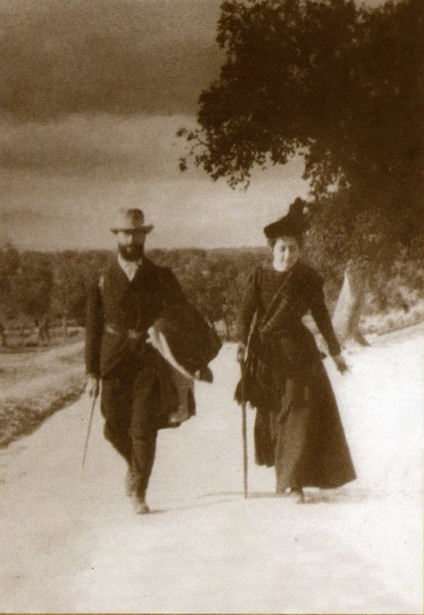
Ramón Menéndez Pidal recorre con María Goyri el Camino del Cid.

El Cantar de mio Cid es una obra literaria en la que se entremezclan historia y ficción. El itinerario seguido por el Cid histórico no se corresponde íntegramente con el descrito en el Poema. Esta cuestión también puede trasladarse a la figura del Campeador, tal y como explica Gonzalo Martínez Diez, 

"es preciso distinguir y separar netamente dos personajes muy diversos: uno es el Rodrigo Díaz, noble castellano y conquistador de Valencia, y otro el Cid del Cantar o de la leyenda, el de la jura de Santa Gadea, el padre de la hijas afrentadas en el robledal de Corpes o el de las cortes de Toledo. Muy poco o nada tiene que ver el primero, el personaje nacido hacia el año 1050 en el reinado de Fernando I y muerto en 1099 en el de Alfonso VI, con el segundo, el nacido y crecido en la mente y devoción creadora de los juglares y en la genial inspiración del autor del Cantar de mío Cid, aunque revista sus invenciones de detalles seudohistóricos con el fin de insuflar verismo o verosimilitud histórica a la creación artística".

En el Cantar de mío Cid, su autor debió de utilizar las referencias históricas a su alcance y sus propios conocimientos geográficos para diseñar una ruta conformada mayoritariamente por calzadas romanas, rutas comerciales y caminos históricos. Partiendo de esta teoría, no puede hablarse de una ruta imaginaria, sino de una red de caminos y lugares sobre la que se asienta el argumento del Cantar. Este entramado de caminos —algunos de los cuales perviven en la actualidad— comenzaron a recorrerse ya como itinerario cidiano a finales del siglo XIX, cuando Archer Milton Huntington, fundador de la Hispanic Society of America, y poco después Ramón Menéndez Pidal y su mujer María Goyri iniciaron la búsqueda de las huellas del Cid por tierras castellanas y aragonesas.
Con estos precedentes la Diputación de Burgos, en el año 1996, ideó habilitar un camino senderista que uniera Vivar del Cid con San Pedro de Cardeña a través de la ciudad de Burgos, los tres hitos fundamentales que aparecen reflejados en los primeros versos del poema.

Cantar de mío Cid. Cantar Primero.

De Vivar a Burgos
Allí piensan de aguijar, allí sueltan las riendas.

A la exida de Vivar ovieron la corneja diestra

e entrando a Burgos oviéronla siniestra.

Meció mio Cid los ombros e engrameó la tiesta:

- ¡Albricia, Álvar Fáñez, ca echados somos de tierra!-

en su conpaña sessaenta pendones.

Exiénlo ver mugieres e varones,

burgeses e burgesas por las finiestras son,

plorando de los ojos, tanto avién el dolor,

de las sus bocas todos dizían una razón:

-¡Dios, qué buen vasallo, si oviesse buen señor!-

[...]

Salida de Burgos
Spidiós el caboso de cuer e de veluntad.

Sueltan las riendas e pinesan de aguijar.

Dixo Martín Antolínez, el burgalés natural:

- Veré a la mugier a todo mio solaz;

castigarlos he cómmo abrán a far.

Si el rey me lo quisiere tomar, a mí non m´incal.

Antes seré convusco que el sol quiera rayar.-

Tornávas´Martín Antolínez a Burgos e mio Cid a aguijar,

pora San Pero de Cardeña, cuanto pudo espolear.
Versos 10 y ss. Cantar de mío Cid

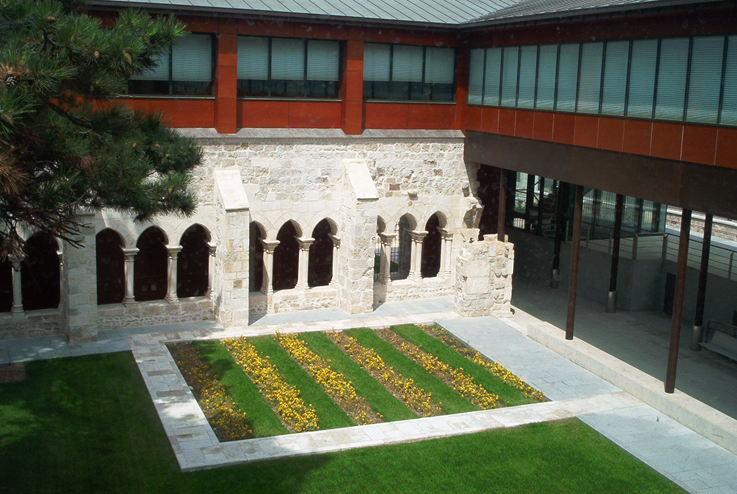
Real Monasterio de San Agustín, sede del Consorcio Camino del Cid.

El itinerario planteado por la Diputación burgalesa, en origen de 18 kilómetros, fue el inicio del camino actual, que cuenta con más de 2.000 kilómetros de recorrido. En el año 1998, la Diputación Provincial de Soria se unió al proyecto. En ese momento, el Camino del Cid adquirió dimensión regional. Posteriormente, la Diputación de Guadalajara se sumó a las de Burgos y Soria, y desde allí se invitó al resto de Diputaciones que, en la actualidad, integran el Consorcio Camino del Cid (Zaragoza, Teruel, Castellón, Valencia y Alicante), a incorporarse al proyecto. Finalmente, las ocho diputaciones implicadas firmaron un protocolo en el Monasterio de San Pedro de Cardeña (Burgos) comprometiéndose a crear un itinerario turístico-cultural que, por sus dimensiones y contenido, pudiera convertirse en un importante itinerario literario europeo. El protocolo se cristalizó con la creación del Consorcio Camino del Cid, una institución pública sin ánimo de lucro de la que son miembros las ocho diputaciones fundadoras y cuya sede se ubica en el Real Monasterio de San Agustín, en Burgos.. En el año 2022 el Consorcio Camino del Cid celebra sus 20 años de existencia.

## El Camino del Cid y el Cantar

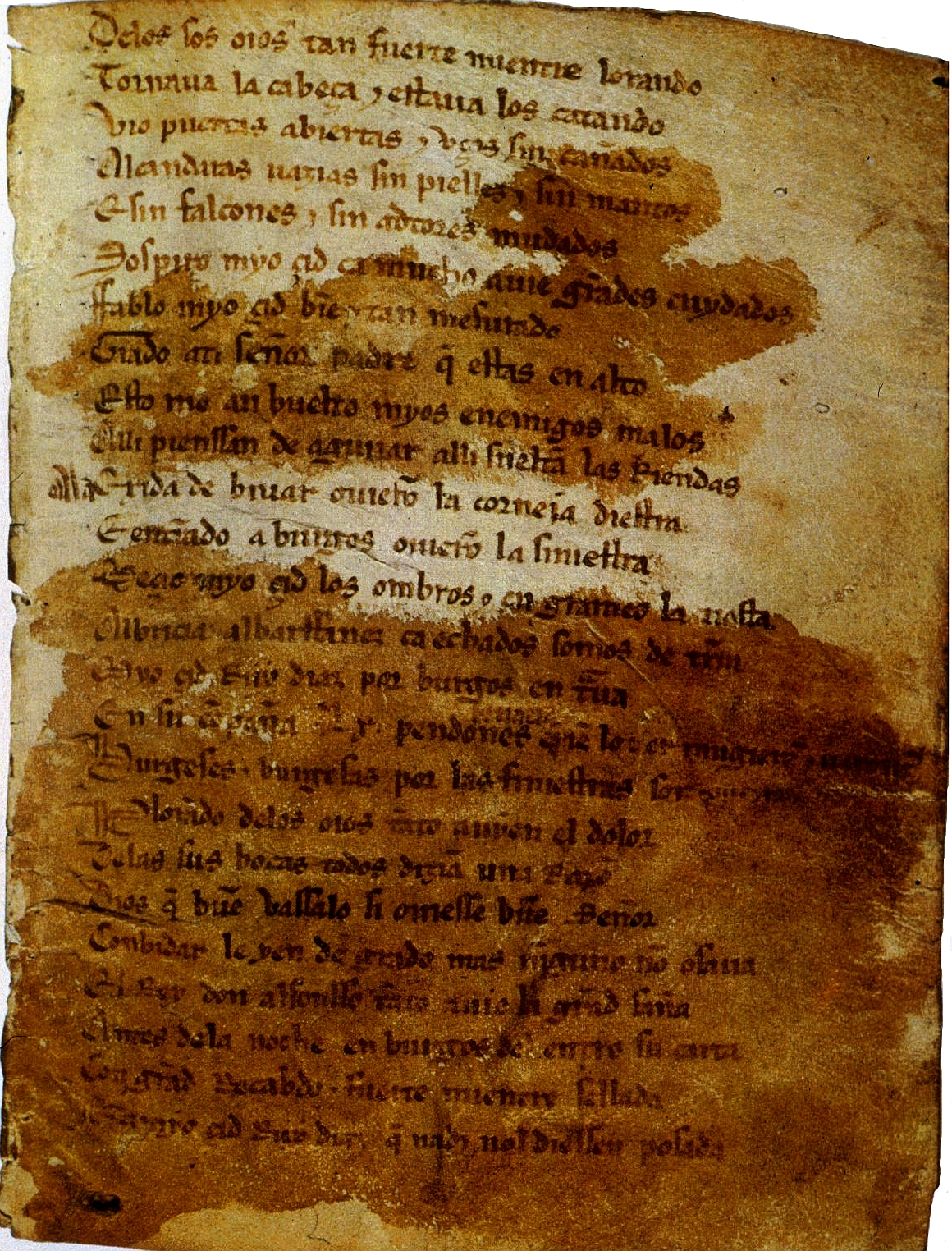
Página inicial del Cantar de mío Cid.

El Camino del Cid, al estar basado en el Cantar, es una ruta literaria. En el poema se citan muchas localidades ligadas al Cid histórico así como pasajes muy concretos.
Las principales razones por las que se adoptó el Cantar como principal referente a la hora de diseñar los trazados del Camino del Cid en perjuicio de lugares que, históricamente han estado vinculados a la figura del Cid —como Zamora— son, entre otras, por la imposibilidad de trazar un camino histórico fidedigno, debido a la escasez de fuentes y a la inexactitud de las mismas. En el caso de que pudieran determinarse estos itinerarios, su gran longitud imposibilitaría su configuración como recurso turístico, pues el Cid histórico recorrió, al margen de las provincias que integran la actual ruta, otras como la ya citada Zamora, Sevilla, Barcelona o las comunidades autónomas de Murcia, Asturias, La Rioja y Navarra.
Desde sus orígenes, el itinerario se ha identificado con el recorrido seguido por El Cid en el Cantar. Además, el Cantar ha facilitado el conocimiento de su protagonista convirtiéndose junto al Quijote y el don Juan en uno de los personajes más destacados del imaginario español. En esta línea, Gonzalo Martínez Díez explica:

La admiración que suscitaba la personalidad y las hazañas de Rodrigo Díaz de Vivar cautivaron incluso a sus propios adversarios musulmanes; éste es el caso de Ibn Bassam, escritor coetáneo del Cid.

Se trata de uno de los personajes heroicos más importantes de la historia medieval europea. La impronta de El Cid se proyecta en la cultura europea a través de numerosas expresiones artísticas Le Cid de Corneille, siglo XVII; la ópera Le Cid de Massenet, siglo XIX: la película El Cid, de Anthony Mann, 1961, etc. Más allá de sus cualidades artísticas, estas obras confirman una presencia secular de El Cid en la conciencia y la simbología occidentales a lo largo de los siglos así como el interés que aún despierta el personaje.

## Lugares de interés
El Camino del Cid cuenta con una amplia diversidad de recursos. A los Patrimonios de la Humanidad de origen medieval como la catedral de Burgos, el mudéjar aragonés, la Lonja de Valencia o el Palmeral de Elche, se unen numerosos lugares y poblaciones de importante valor patrimonial como Covarrubias (Burgos), El Burgo de Osma (Soria), Sigüenza (Guadalajara), Ateca y Daroca (Zaragoza), Albarracín (Teruel), Morella (Castellón), Játiva (Valencia) o Elche y Orihuela (Alicante).
Además de estos lugares, existen otros enclaves de interés. Ejemplos de arte románico, mozárabe, mudéjar, islámico y gótico conviven en este itinerario junto con parajes de valor medioambiental como los sabinares del Arlanza (Burgos), el parque natural del Alto Tajo (Guadalajara), las lagunas de Gallocanta (Zaragoza), la Sierra del Maestrazgo (Teruel y Castellón), la Albufera de Valencia o el Palmeral de Elche (Alicante).

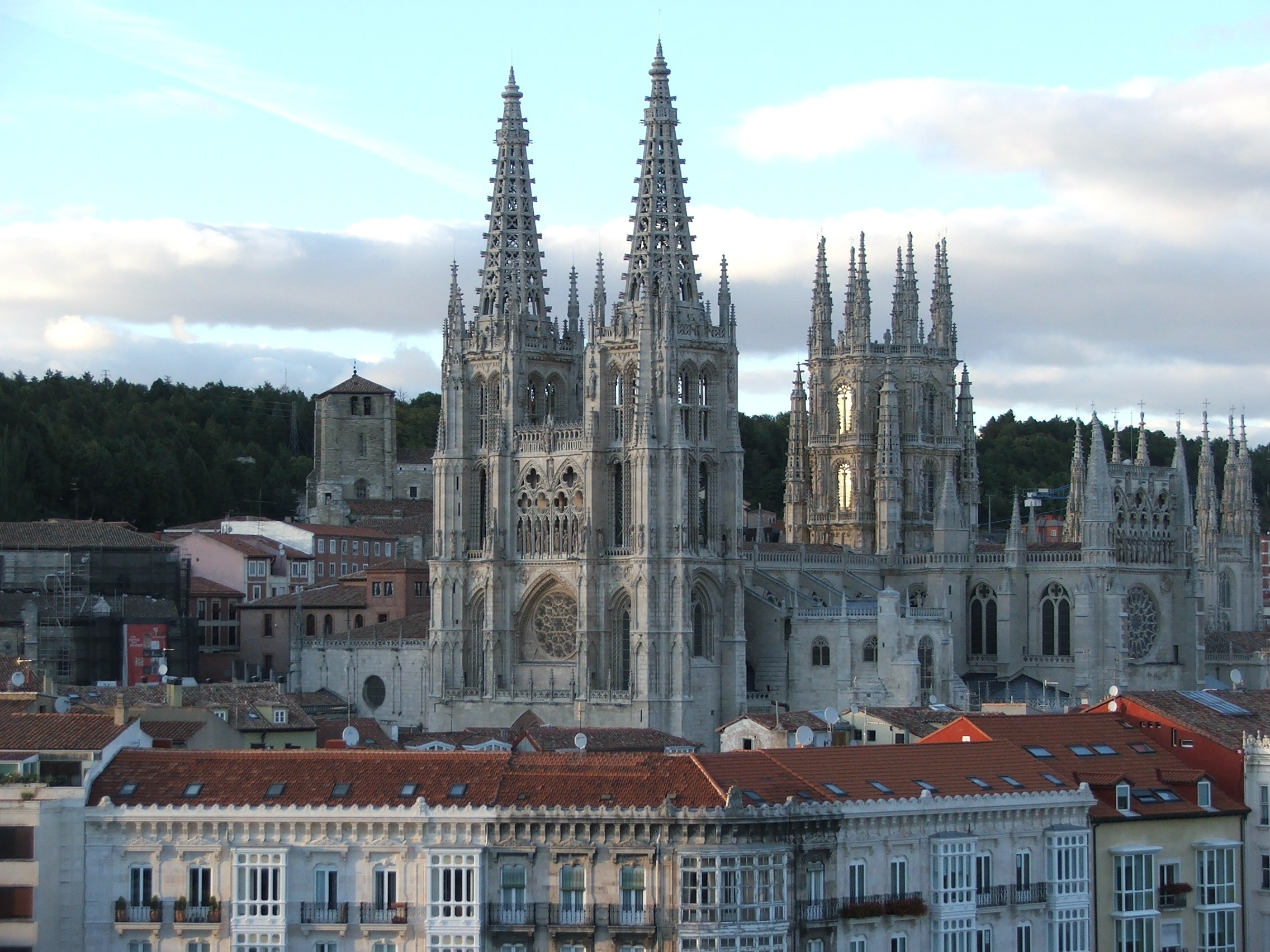
Catedral de Burgos Patrimonio de la Humanidad.
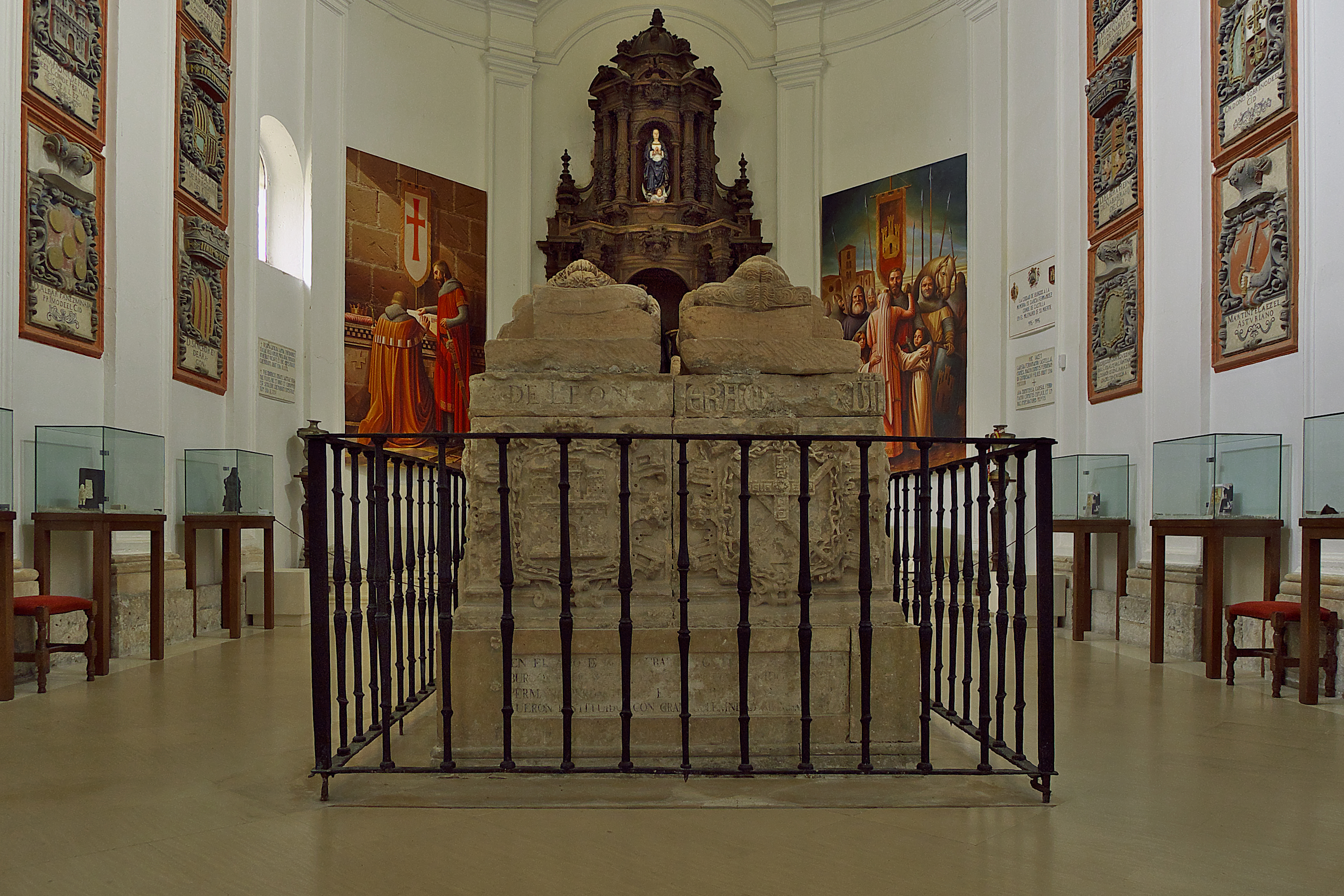
Capilla del Cid Monasterio de San Pedro de Cardeña
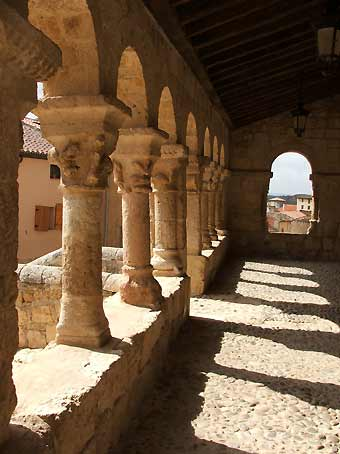
Pórtico románico de la Iglesia de San Miguel de San Esteban de Gormaz, en Soria.
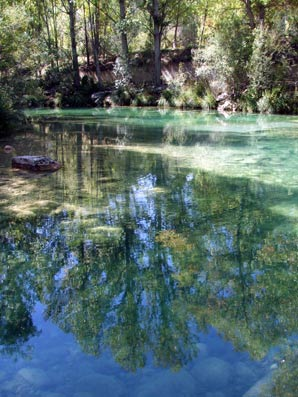
Molina de Aragón, en Guadalajara.
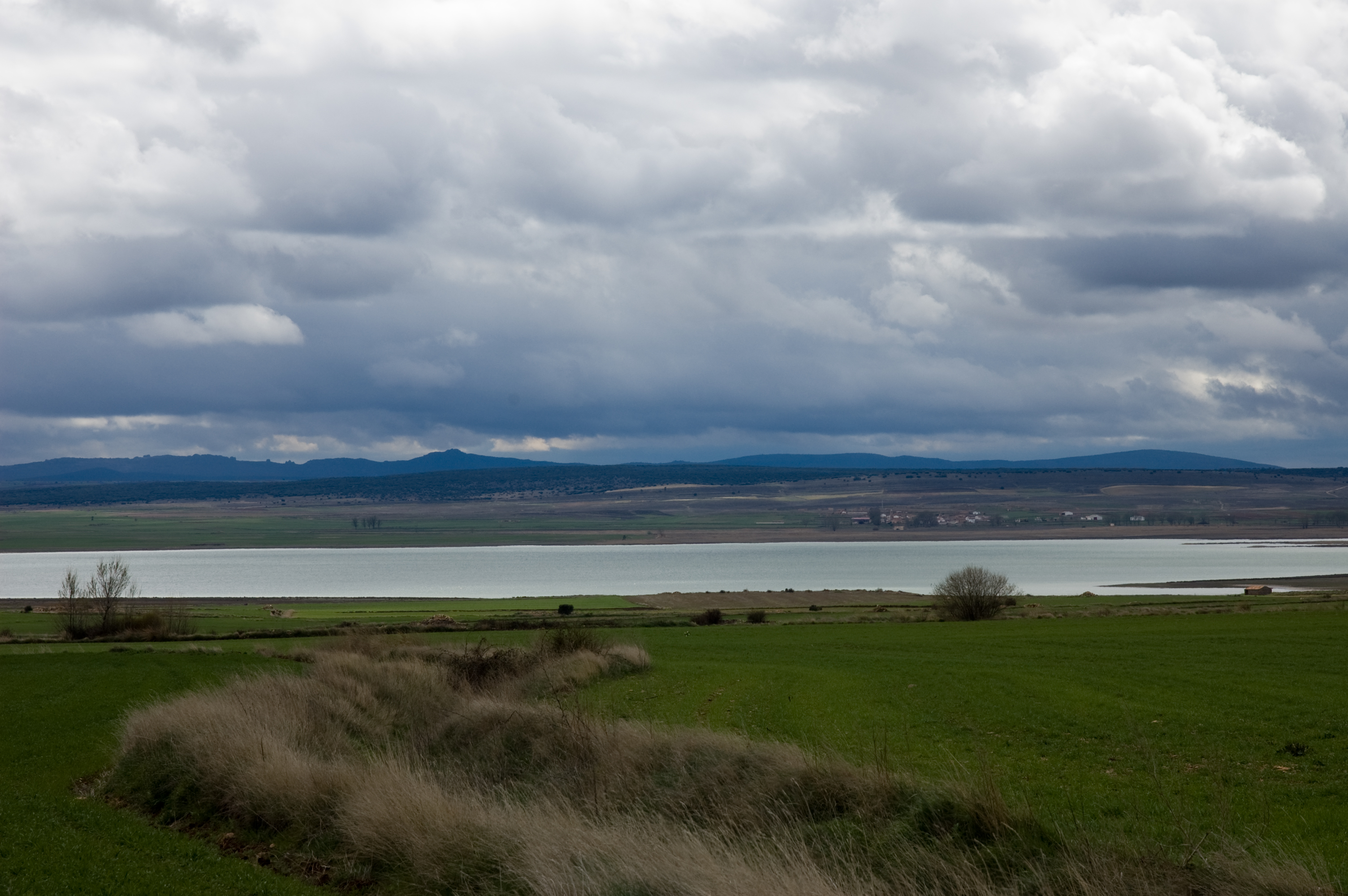
Lagunas de Gallocanta, en Zaragoza.
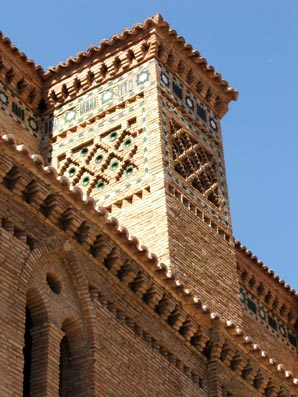
Ejemplo de mudéjar aragonés, en Montalbán, Teruel.
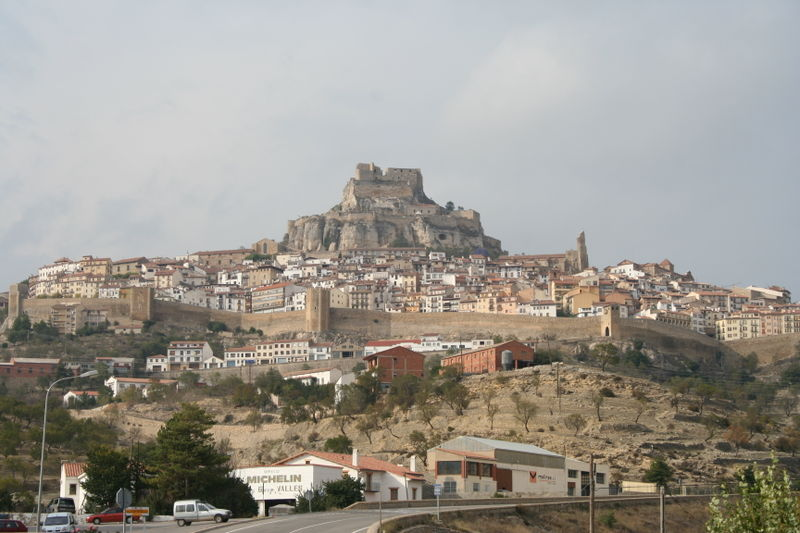
Vista general de Morella, en Castellón.
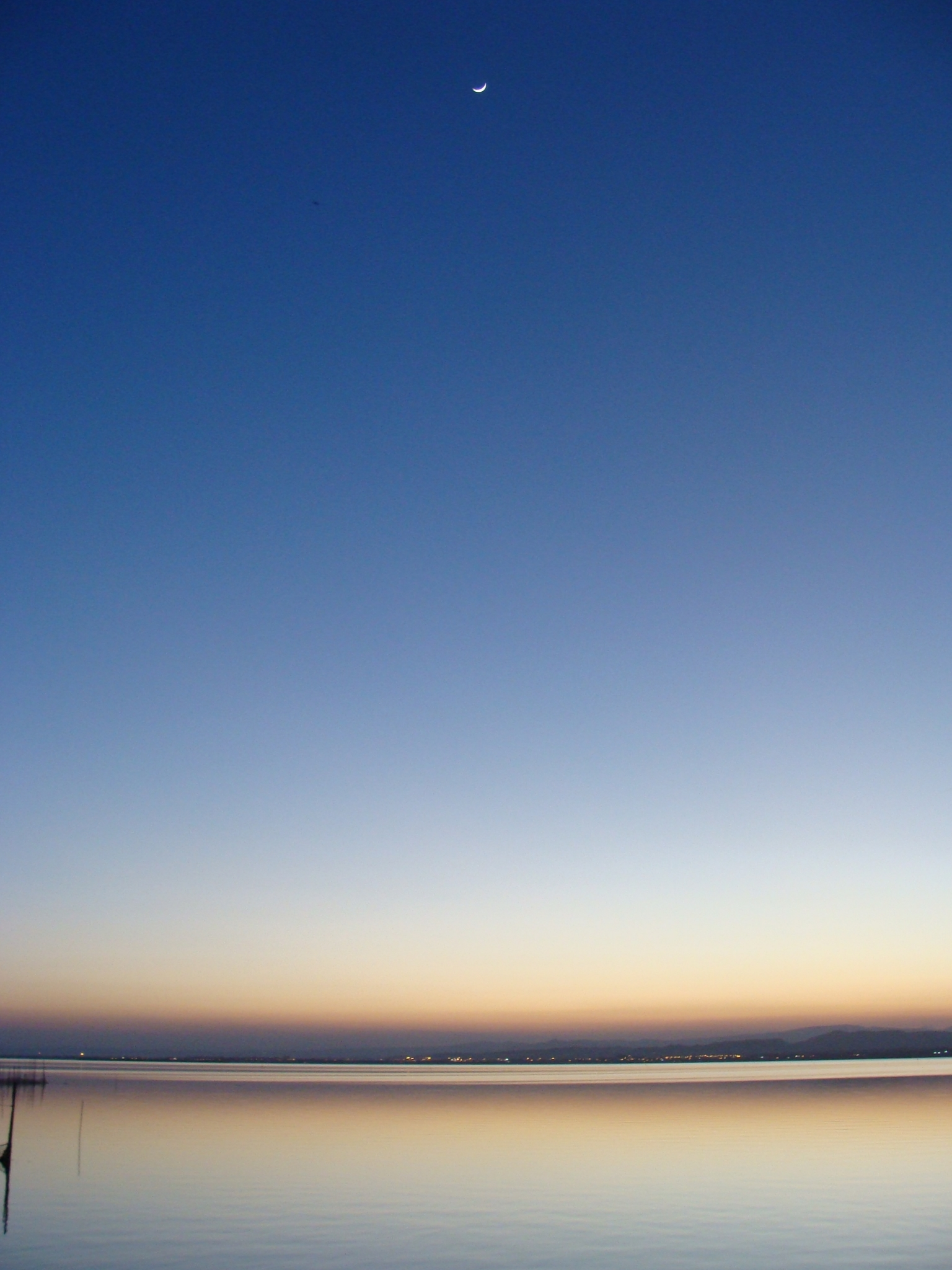
La Albufera de Valencia.
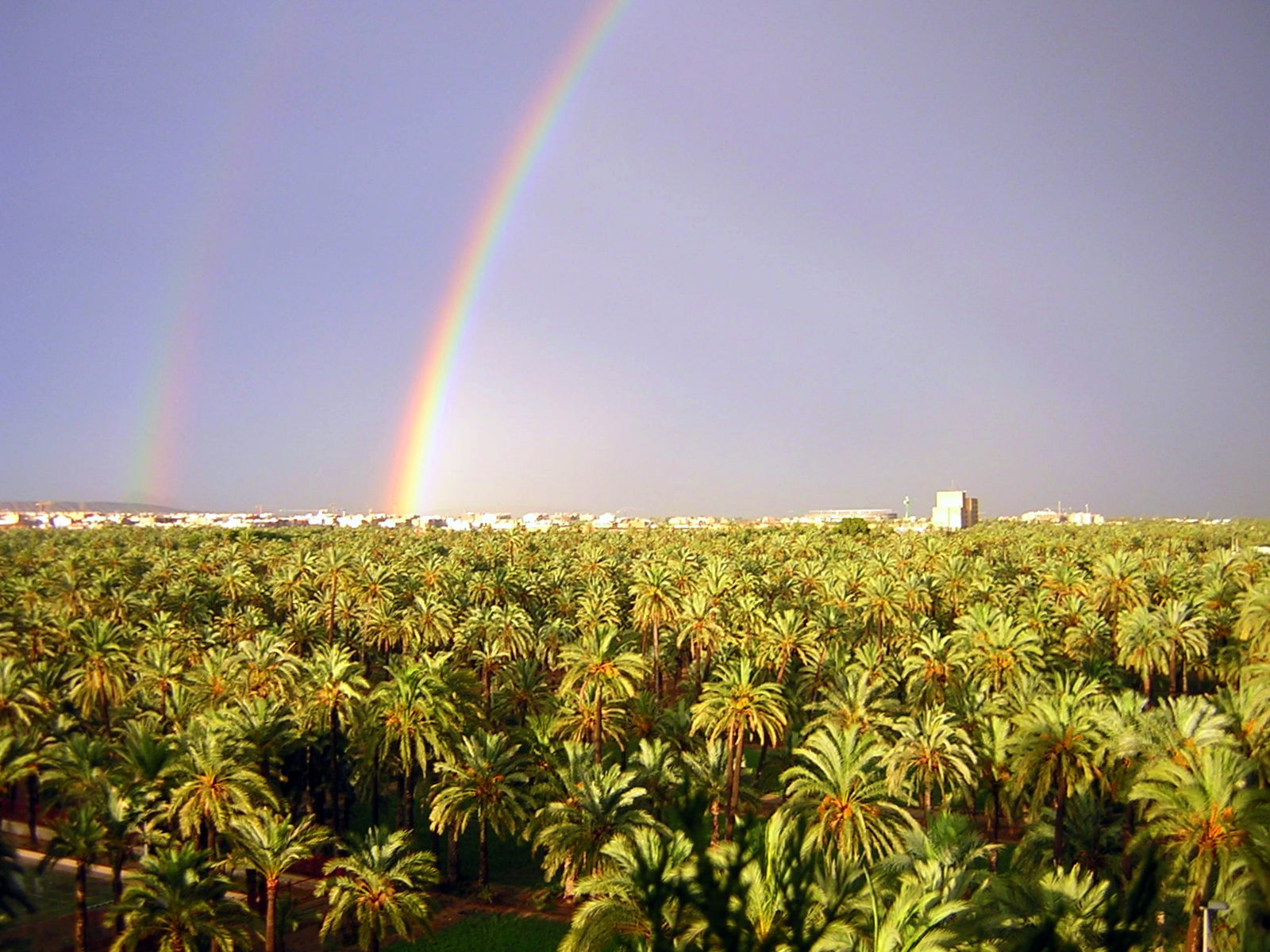
Vistas del Palmeral de Elche, en Alicante.

## Recorrido por provincias
El Camino del Cid vincula un total de 365 núcleos poblacionales pertenecientes a las ocho provincias que lo integran. La ruta, por su distribución geográfica, vertebra el interior de la Península con la costa mediterránea.

### El Camino del Cid en la provincia de Burgos
Desterrado por su rey Alfonso VI, el Cid se ve obligado a dejar las tierras castellanas con la orden de abandonar el reino en un plazo de nueve días. Los primeros versos del Cantar de mío Cid reflejan la tristeza del Cid cuando, a lomos de su caballo, Babieca, vuelve la mirada para ver los muros de su casa y propiedades, en Vivar.

Cantar de mío Cid. Cantar Primero.

De Vivar a Burgos
De los sos ojos tan fuertemientre llorando,

tornava la cabeça e estávalos catando.

Vio puertas abiertas e uços sin cañados,

alcándaras vazías, sin pielles e sin mantos,

e sin falcones e sin adtores mudados.

Sospiró mio Cid, ca mucho avié grandes cuidados,

fabló mio Cid bien e tan mesurado:,

-¡Grado a ti, Señor, Padre que estás en alto!

¡Esto me han vuelto mios enemigos malos!-
Versos 1 y ss. Cantar de mío Cid

Acompañado por su mujer, sus dos hijas y un reducido grupo de parientes y amigos, El Cid se encamina así hacia el destierro, que le llevará por tierras musulmanas hasta Valencia.
En la provincia de Burgos, el Camino del Cid tiene cuatro paradas importantes: Vivar del Cid, patria chica del Campeador: Burgos, ciudad de abundantes referencias cidianas; el Monasterio de San Pedro de Cardeña, igualmente ligado a la figura mítica del Cid; y Spinaz de Can, el paraje en el que el Cid acampó camino del destierro, y que algunos autores sitúan en el entorno de Pinarejos, tal y como explica Alberto Montaner citando, a su vez, a Ramón Menéndez Pidal y a Ian Michael:

Pidal y Michael suponen que Spinaz de Can estaba en los montes situados al sur de Santo Domingo de Silos y al norte de Huerta del Rey. Gracía Pérez lo identifica con Espinosa de Cervera, a 74 kilómetros al sur de Cardeña, sin otro argumento que el relativo parecido fonético de ambos topónimos, posibilidad que rechazó M. Pidal.

El Camino del Cid a su paso por Burgos puede recorrerse en su mayor parte por caminos históricos de carácter senderista o bien por carretera. Independientemente de la opción que escoja el viajero, el Camino del Cid tiene su inicio en Vivar del Cid.

### El Camino del Cid en la provincia de Soria

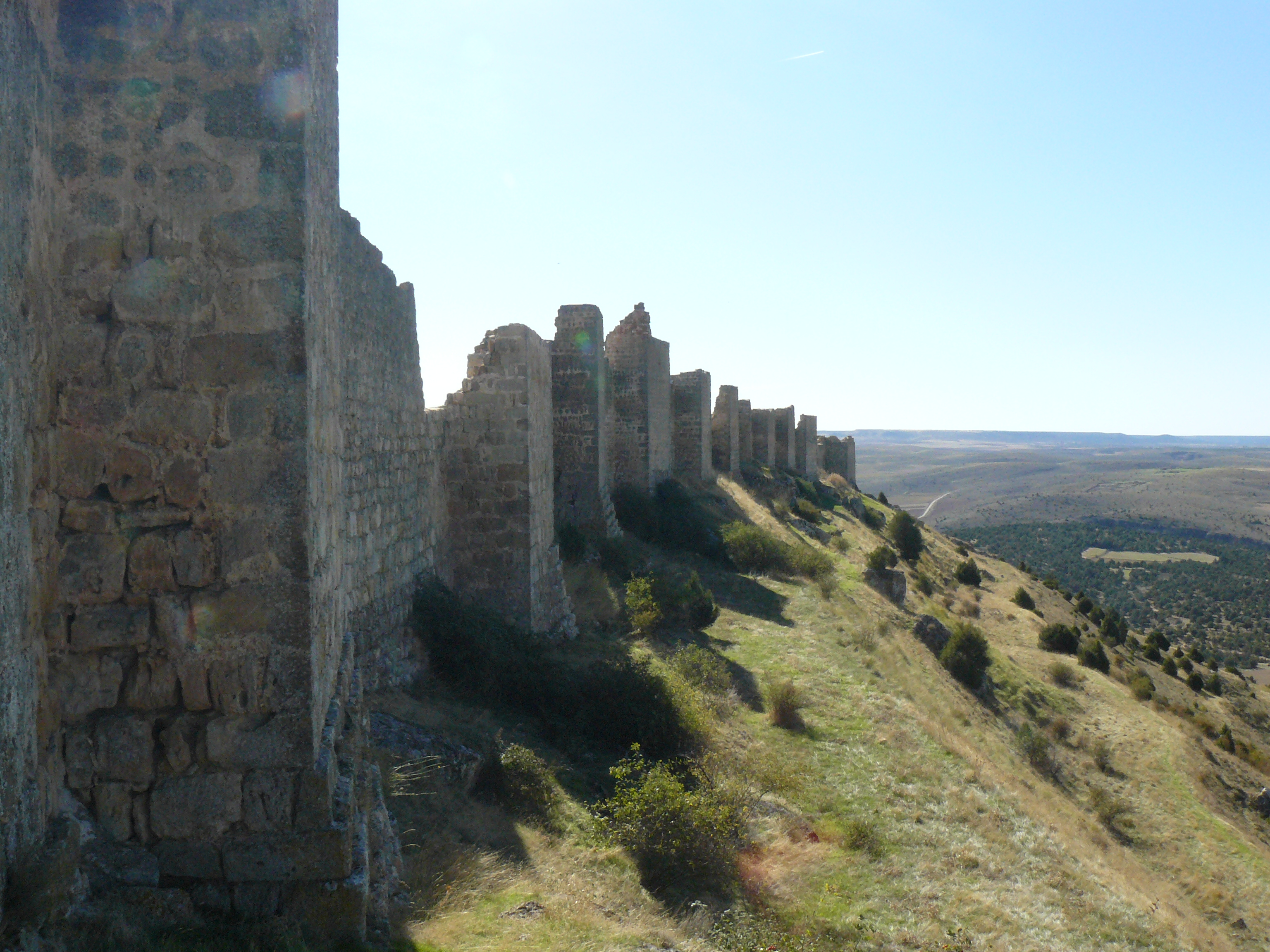
La fortaleza de Gormaz.

La provincia de Soria está ligada al Cantar de mío Cid: la toponimia, topografía y geografía local está descrita con detalles que ha llevado a diversos investigadores a creer que el autor anónimo del poema pudo ser de San Esteban de Gormaz o de Medinaceli, una teoría que para el profesor Alberto Montaner Frutos "carece de fundamentos sólidos".
En el siglo XI, Soria es lugar de paso entre el Levante y Castilla. El autor del Cantar describe el camino hacia el destierro de El Cid y sus huestes y narra el viaje de las hijas del Cid y de sus maridos los infantes de Carrión, que culmina con el ultraje de éstas en el Robledal de Corpes (actual Castillejo de Robledo) y su regreso a Valencia, escoltadas por Álvar Fáñez. Todas estas rutas concluyen en un solo itinerario que transita, mayoritariamente, por carreteras secundarias.

### El Camino del Cid en la provincia de Guadalajara

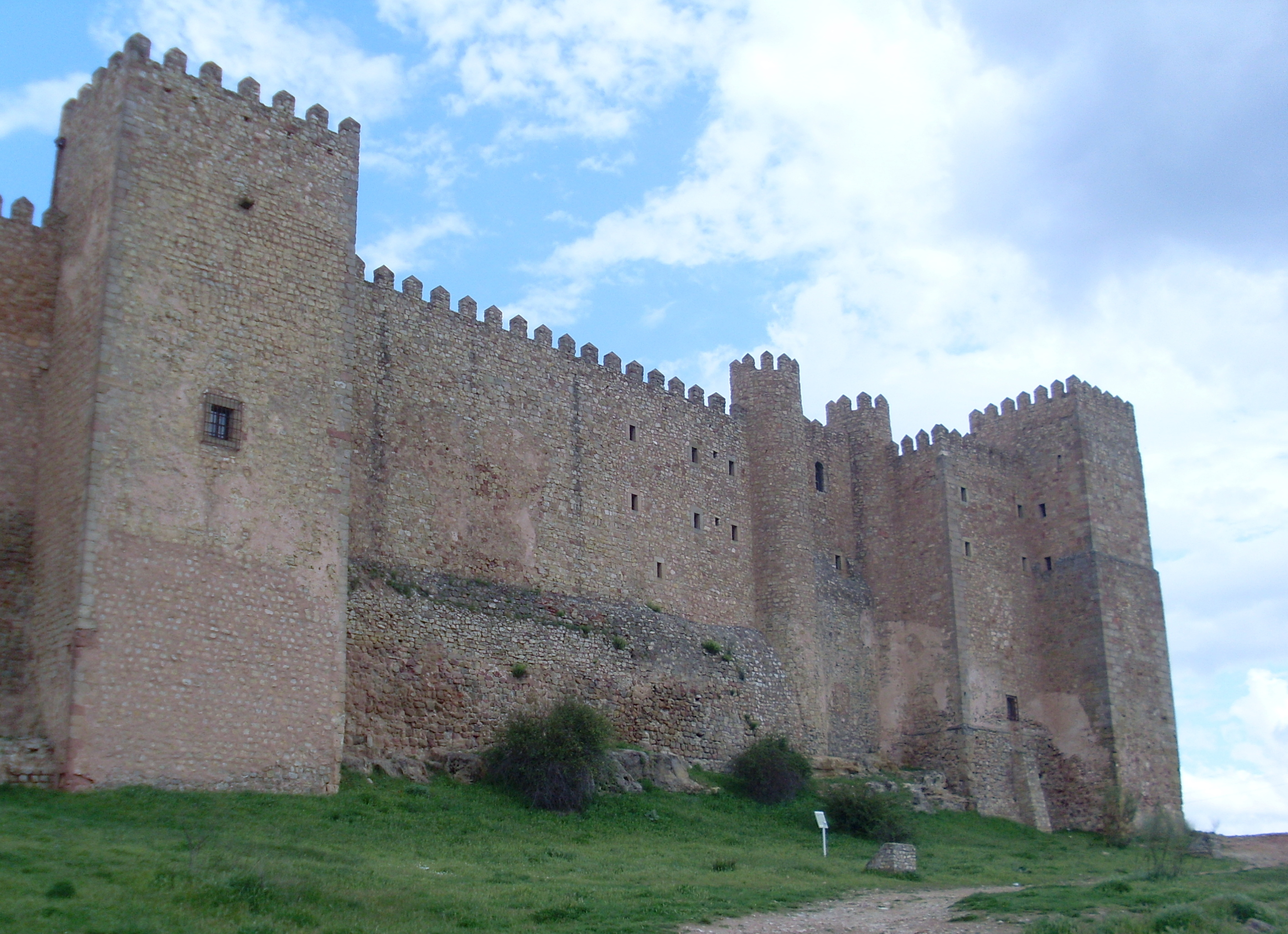
Castillo de Sigüenza en Guadalajara.

Dos rutas del Camino del Cid recorren las tierras de Guadalajara. La primera sigue los pasos de El Cid en territorio musulmán, donde se adentró por la Sierra de Miedes. La toma de Castejón marcará el inicio de las incursiones del Cid, cuyo ejército llegará hasta la propia Guadalajara, en la expedición que hizo Álvar Fáñez remontando el curso del Henares. La segunda ruta transcurre por el Señorío de Molina de Aragón, paso natural durante el Medievo en la ruta de Castilla a Levante. Dentro de esta ruta destacan las poblaciones de Anguita (con sus grandes casonas típicamente serranas, junto a iglesias y demás construcciones de especial interés histórico-artístico, y las cuevas donde se dice que el Cid pasó una noche) y la propia Molina de Aragón (con su gran castillo-alcazaba, numerosísimas iglesias y el palacio del Virrey de Manila). Esta ruta se caracteriza por pasar por terrenos de paramera (Campo Taranz, Parameras de Maranchón, Sierra de Solorio), terrenos de necesaria protección, al encontrarse un importante espectro de especies animales y vegetales.

### El Camino del Cid en la provincia de Zaragoza

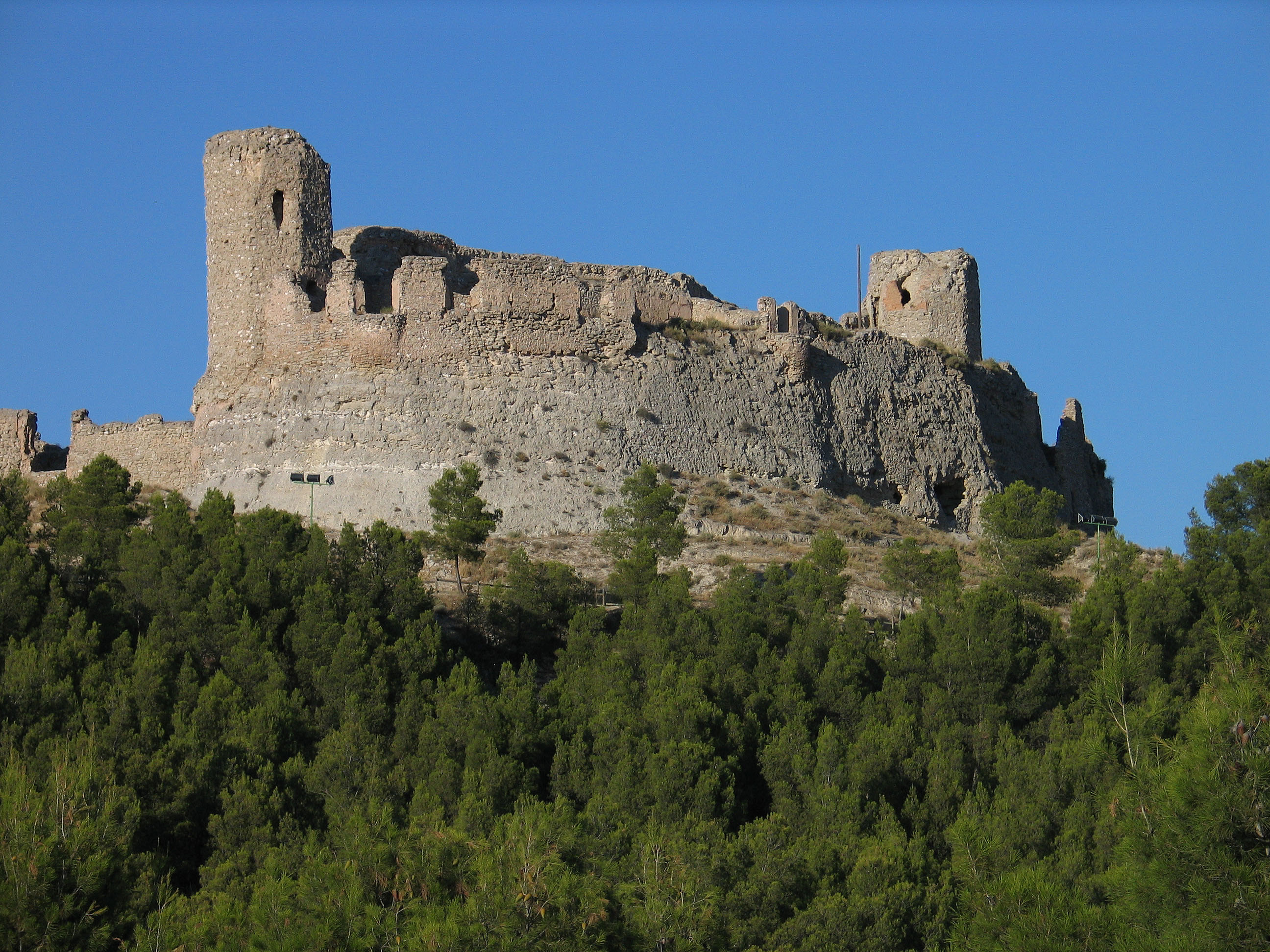
El castillo de Ayub data del.

Una parte importante del Camino del Cid hacia el destierro discurre en los dominios islámicos de la Taifa de Zaragoza, a cuyo servicio estuvo el Cid histórico durante varios años. Zaragoza fue, durante los siglos XI y XII una de las taifas más importantes de Al-Ándalus, así como un centro artístico e intelectual de primer orden.
La ruta del Cantar discurre entre las márgenes de los ríos Jalón y Jiloca: dos vegas en las que el Cid cobraba sus tritutos desde el campamento establecido en Torrecid. La negativa de una de estas localidades - Alcocer - a pagar, provocó la conquista de su castillo y la posterior batalla de Alcocer. Este itinerario cidiano pone de manifiesto la importancia del agua en la Edad Media. A su paso por Zaragoza, el camino puede recorrerse por caminos senderistas o bien por carretera.

### El Camino del Cid en la provincia de Teruel

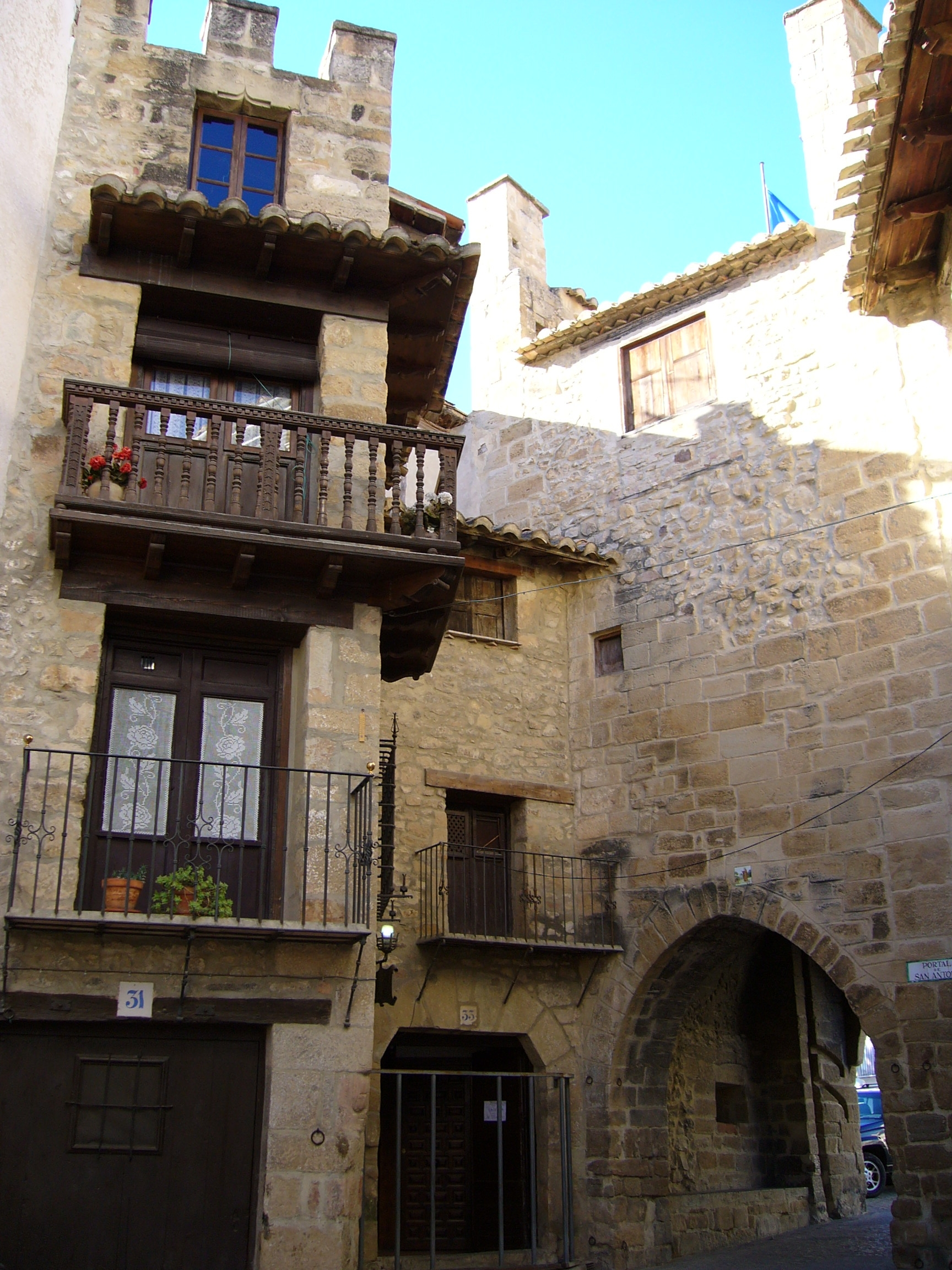
Imagen de Rubielos de Mora.

En el siglo XI, las tierras de Teruel estaban divididas entre las taifas de Albarracín, Zaragoza y Valencia. En el Cantar son lugar de paso y base de operaciones desde donde lanzar ataques y algaras.
Numerosos son los testimonios que hablan de la presencia de Rodrigo Díaz de Vivar en la actual provincia de Teruel. La historia y la leyenda se entremezclan en los pasajes turolenses del Cantar: desde el Poyo del Cid hasta Cella o Albarracín
En buena parte del Camino, Teruel cuenta con camino senderista, enganchando desde Cella hasta La Puebla de Valverde con la Vía Verde de Ojos Negros. Posee además tres anillos, el de Montalbán, y los del Maestrazgo y Morella, estos dos últimos compartidos con la provincia de Castellón.

### El Camino del Cid en la provincia de Castellón

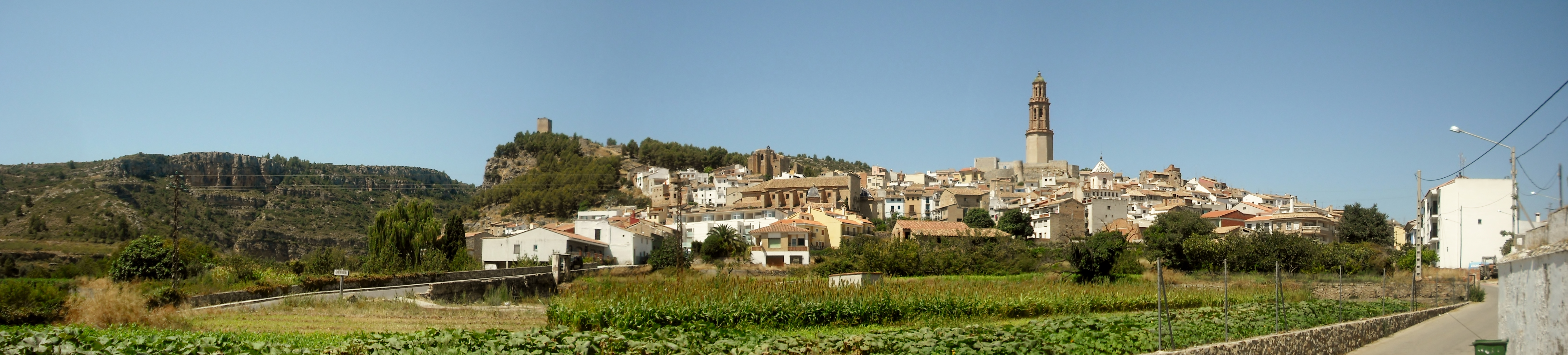
Jérica, conquistada por el Cid en el año 1098.

El Camino del Cid en la provincia de Castellón transcurre por la comarca de Los Puertos de Morella y llega hasta zonas costeras. El Anillo del Maestrazgo —con doscientos kilómetros de longitud— ha de ser recorrido en varias jornadas. En algunas localidades de este trazado existen numerosas oportunidades para realizar actividades como el senderismo o los deportes de aventura.
El Anillo de Morella es una continuación del Anillo del Maestrazgo. La ruta, marcadamente histórica, tiene como objetivo principal la localidad castellonense de Morella.

### El Camino del Cid en la provincia de Valencia

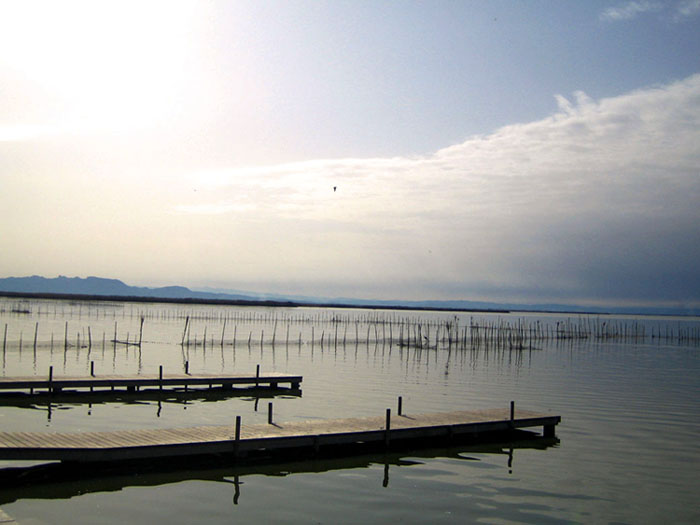
La Albufera de Valencia.

Con respecto a la ciudad de Valencia, el poema narra cómo durante varios años el Cid se desplaza por las costas y las sierras valencianas en perpetua lucha, debilitando el corazón del reino, hasta que, finalmente, tras un duro asedio que se prolonga durante diez meses, Valencia se rinde al Campeador.
Historia y leyenda se funden esta parte del Cantar, que nos lleva a través de sus versos a Benicadell, Cullera o Gandía o a ciudades como Sagunto, Játiva o Valencia.

### El Camino del Cid en la provincia de Alicante

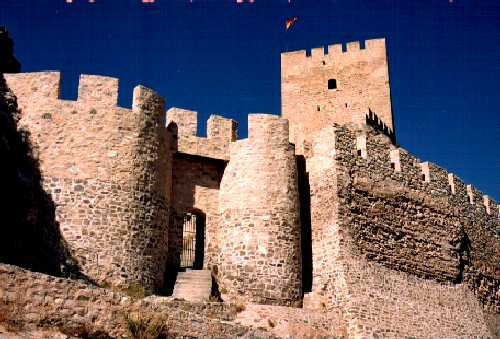
Castillo de Sax, en la provincia de Alicante.

El Cantar de mío Cid no cita, salvo en el caso de Denia, la presencia del Cid por Alicante, la historia, a través de las Crónicas Generales y la Historia Roderici, hablan de los recorridos que hizo Rodrigo por la zona hacia los años 1089 o 1090, antes de la conquista de Valencia.
Hacia el año 1088, desterrado por segunda vez y hallándose en Elche, Rodrigo Díaz de Vivar, con la necesidad de afianzar su posición, recorrió buena parte de la provincia, sin dejar, como dice Ben Alcama "piedra enhiesta, ni señal de puebla ninguna".
El Camino del Cid por Alicante atraviesa por parajes serranos localidades jalonadas por castillos defensivos, la mayoría de origen almohade, para finalizar en Orihuela, el punto más al sur al que Rodrigo Díaz de Vivar llegó a extender su influencia.

## Cómo puede recorrerse el Camino del Cid

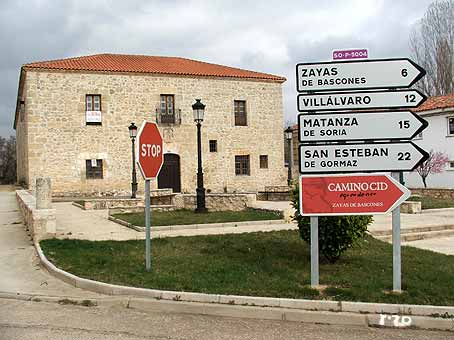
El Camino del Cid por carretera.

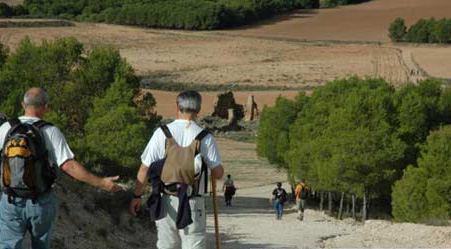
El Camino del Cid por sendero.

El Camino del Cid puede recorrerse sobre dos plataformas distintas: por carretera y por sendero. El camino por carretera está pensado inicialmente para vehículos de motor, pero al transitar en un 80% por carreteras secundarias con baja densidad de tráfico es elegido por muchos cicloturistas que prefieren el asfalto a los caminos de montaña. Las diferentes rutas por carretera suman un total de 1929 km.
El camino por sendero está destinado principalmente para senderistas, y también para bicicletas de montaña. En total, la longitud de estos caminos verdes es de 1709 kilómetros.
En cualquier caso, el Camino del Cid no es un camino lineal, sino que es el producto de una trama narrativa que se prolonga durante varios años. Para el diseño de la ruta se utilizó un orden prelativo de criterios: el literario, el histórico-cidiano y el histórico-patrimonial. En primer lugar, se señalaron los lugares y parajes cidianos citados en el Cantar, siguiendo un desarrollo geográfico y no temporal. Cuando estos lugares resultaban insuficientes para definir la ruta se buscaron enclaves ligados históricamente al Cid. Si con estos dos criterios la ruta no quedaba del todo definida, se decidió optar por lugares con una fuerte impronta medieval, reconocible en su patrimonio actual.

## Estructura de la ruta
El itinerario está dividido en diferentes tramos. Son los siguientes:

### El Destierro
Este tramo sigue en líneas generales los primeros días del destierro del Cid narrados en el Cantar, aunque también incluye otros pasajes del poema, como la Afrenta de Corpes. El Cid, desterrado, sale de Vivar con la orden real de abandonar Castilla en nueve días, plazo que el Cid utilizará para dejar a sus hijas y a su mujer en el monasterio de San Pedro de Cardeña, pertrecharse, y reforzar su reducido grupo de fieles alistando a nuevos caballeros y soldados. Aunque el Cid abandona Castilla justo en la sierra de Pela, en el actual límite entre Soria y Guadalajara, el itinerario prosigue hasta el siguiente núcleo de importancia, la localidad guadalajareña de Atienza.

### Tierras de Frontera

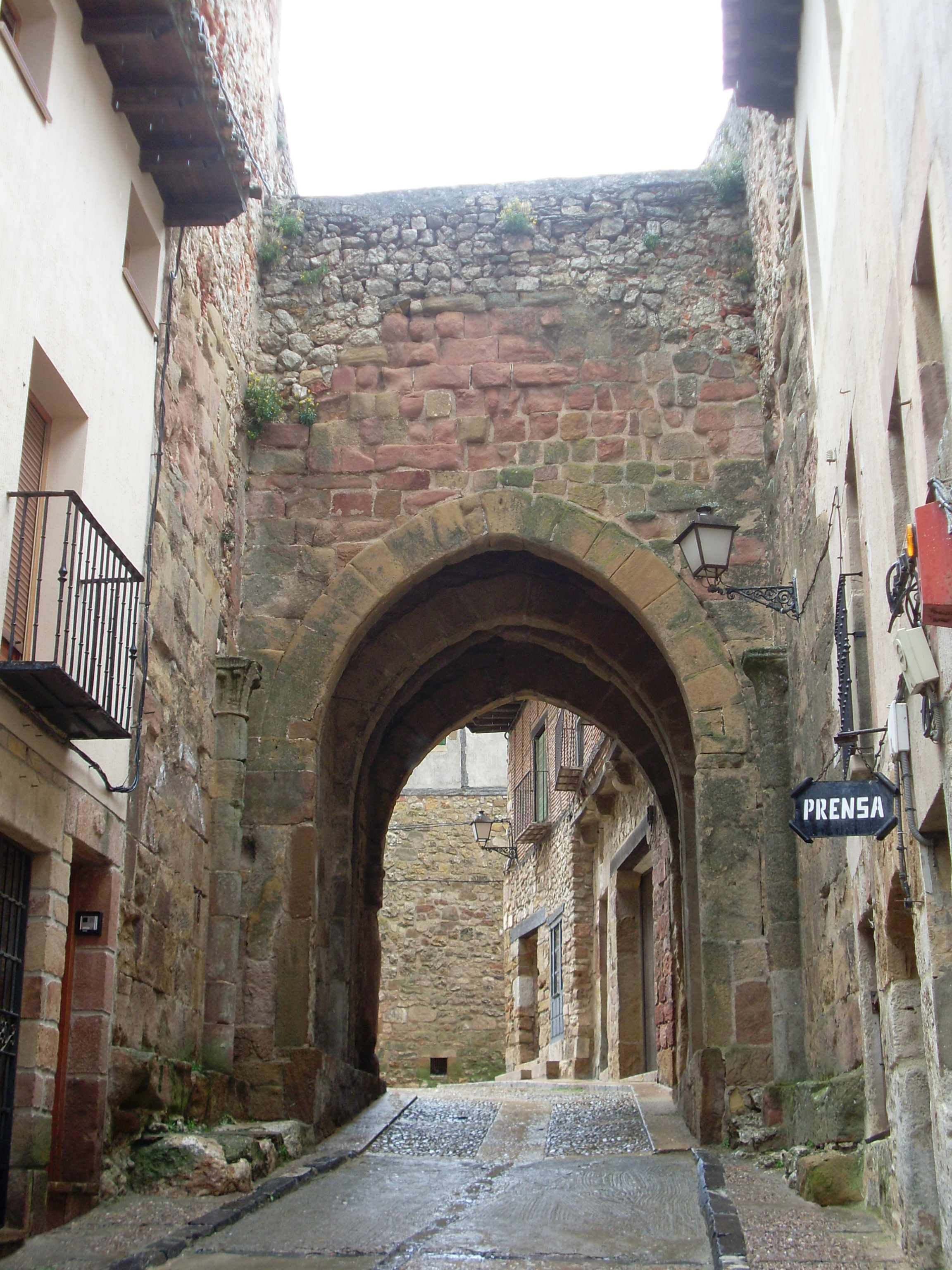
Arco de Atienza conocido como Arco de Arrebatacapas.

Desterrado por el rey Alfonso VI, el Cid abandona Castilla y entra de noche, para no ser descubierto, en los territorios de la antigua taifa de Toledo. Este tramo comienza en Atienza, por entonces un puesto de avanzada musulmán y según el Cantar una peña “muy fuerte”, y prosigue hacia el Henares, donde el Cid comienza a imponer su ley para conseguir el sustento de su gente a través del cobro de parias, las algaras, las tomas de poblados y las batallas. La ruta prosigue por lugares que entonces delimitaban zonas fronterizas, y siguieron siéndolo durante siglos, primero entre los reinos cristianos y musulmanes, como Medinaceli, y posteriormente entre los reinos de Castilla y de Aragón, como los enclaves fortificados, hoy ruinosos, de la vega del Jalón. El tramo termina en Alcocer, hoy un despoblado situado en el término municipal de Ateca, donde tuvo lugar una de las batallas más feroces relatadas en el Cantar, y que enfrentó al Cid con un poderoso ejército musulmán. Precisamente en esta última localidad y para rememorar la figura del Campeador se organiza una actividad denominada "Ruta del Destierro" en la que los participantes recorren varios tramos del Camino del Cid a su paso por varios términos municipales de la zona.

### Las tres Taifas

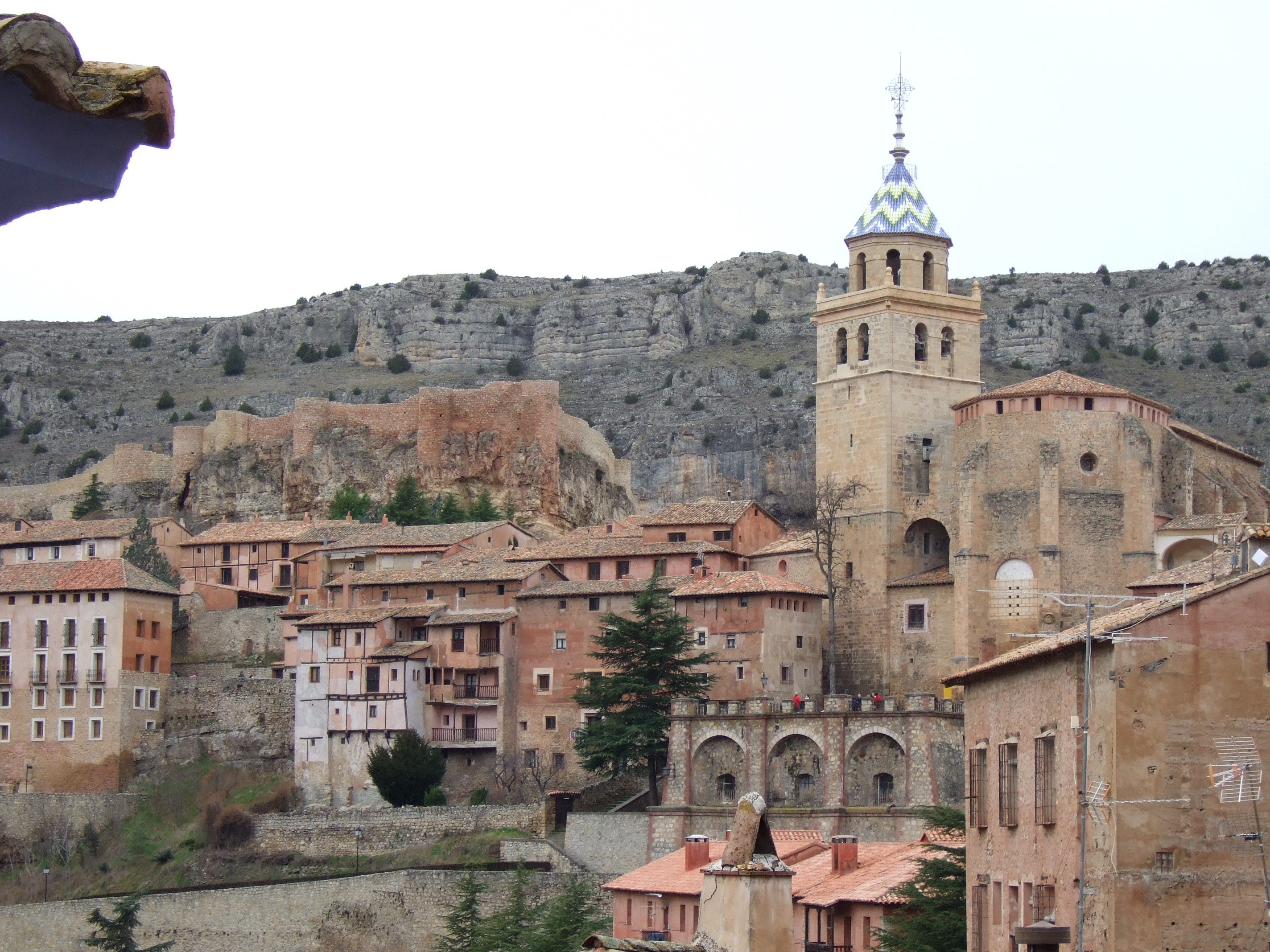
Casas de Albarracín, Teruel.

La organización y autonomía del ejército cada vez más numeroso del Cid, le permiten moverse sin dificultades entre las fronteras de los distintos reinos musulmanes. Tres taifas: Toledo, Zaragoza, y Albarracín, sirven de escenario al paso de Rodrigo y su gente por territorios de gran diversidad cultural y medioambiental, en una ruta que les llevará desde Daroca al “puerto franco” de Molina de Aragón, y desde allí, por paisajes agrestes, hasta Albarracín. Este tramo finaliza en Cella, donde según el Cantar, el Cid decidió reunir a todos aquellos hombres que quisieran acompañarle a conquistar la ciudad de Valencia.

Cantar de mío Cid. Cantar Segundo.

Cerco y toma de Valencia
- Quien quiere ir conmigo cercar a Valencia

(todos vengan de grado, ninguno non ha premia),

tres días le speraré en Canal de Celfa.-
Versos 1192 y ss. Cantar de mío Cid

### La conquista de Valencia

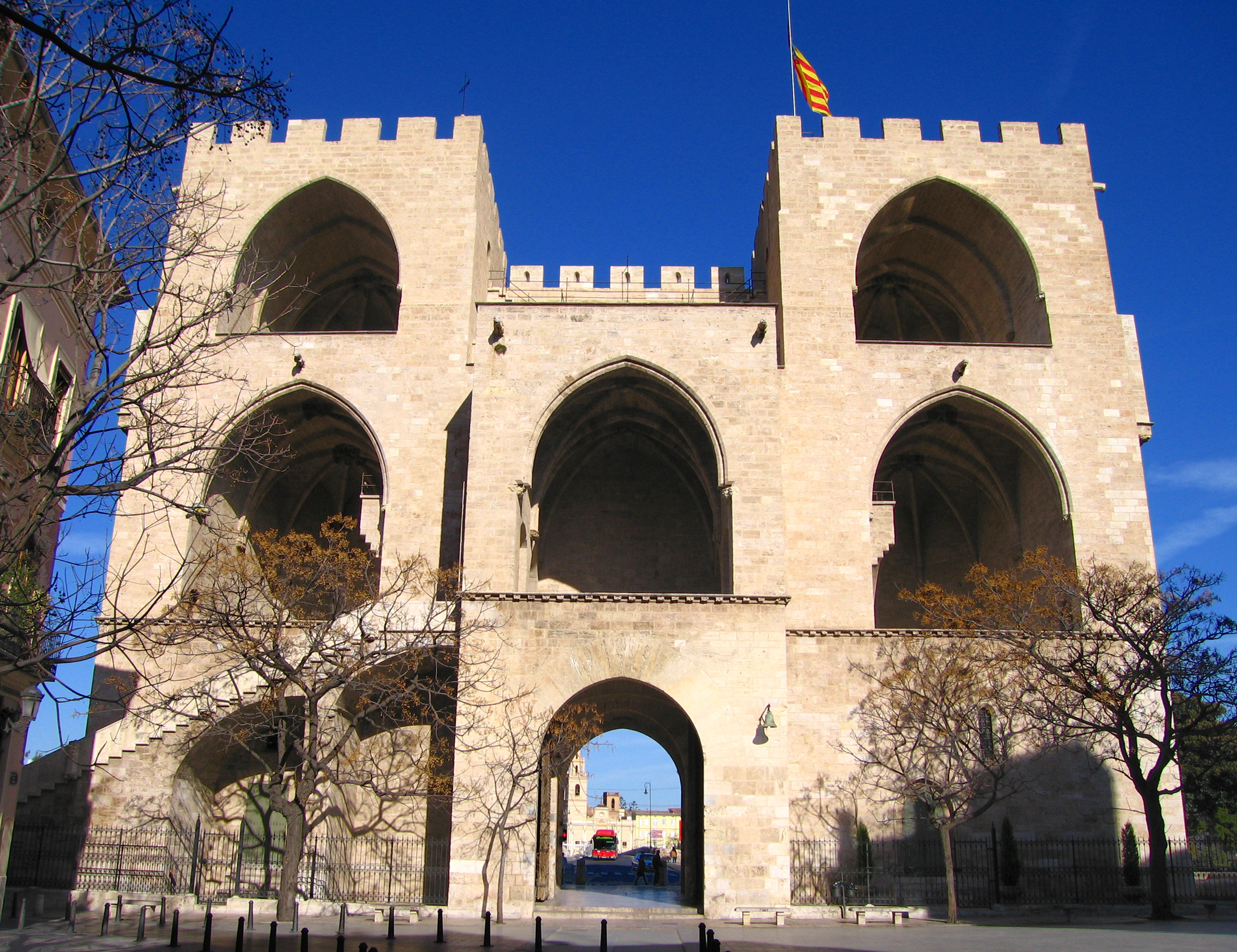
Una de las entradas a la antigua ciudad de Valencia.

Este itinerario comienza, precisamente, en Cella, y sigue las huellas del Cid por las numerosas localidades tributarias del Cid (Montanejos, Jérica, Segorbe...) hasta llegar a Valencia. En el Cantar, el Cid entra en un territorio hostil y desconocido, en el que sólo la movilidad de su mesnada y la fuerza pueden asegurar su supervivencia. En esta parte, el poema narra cómo durante varios años el Cid se desplaza por las costa y las sierras valencianas en perpetua lucha, debilitando el corazón del reino hasta que, finalmente, tras un duro asedio, que se prolonga durante diez meses, Valencia "la clara" así cantada por poetas y descrita por geógrafos árabes, se rinde al Campeador, hecho histórico e insólito en la España medieval.

### La defensa del sur

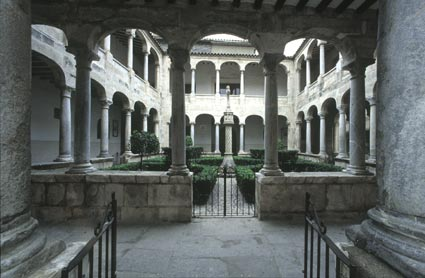
Orihuela, última localidad del Camino del Cid.

La defensa del Sur es un recorrido por una línea estratégica defensiva durante la Edad Media. En este trayecto, el Camino del Cid sigue los pasos del Rodrigo Díaz en su intento por afianzar su presencia en este territorio y, tras su conquista, salvaguardar la ciudad de los ataques almorávides. Esta ruta recorre hitos cidianos como Játiva, Villena o Elche y termina en Orihuela, punto codiciado durante la Edad Media por su huerta y por su ubicación geográfica. En palabras de Ben Alcama, uno de los cronistas árabes de la época, antes de la llegada de los almorávides, la relación de plazas tributarias del Cid se extendían "desde las tierras de Tortosa hasta Orihuela".

## Anillos temáticos

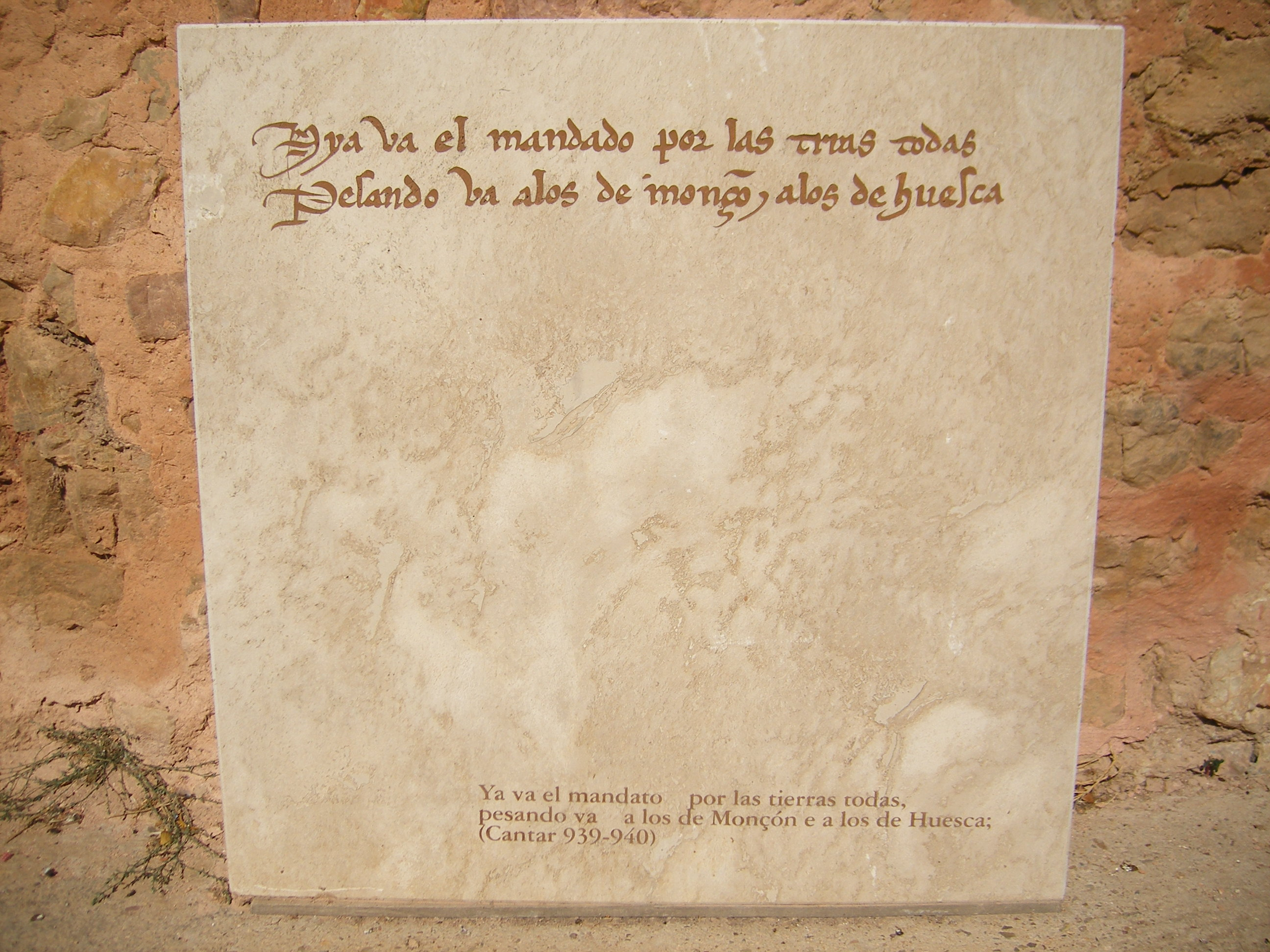
Placa conmemorativa en Monforte de Moyuela: "Hya va el mandado por las tierras todas, pesando va a los de Monçon [Monforte] e a los de Huesca [Huesa].".

El Camino del Cid cuenta con unos anillos o espacios temáticos que responden a circuitos de estructura circular con identidad propia dentro del Camino. Son los siguientes:
- Anillo de Gallocanta: Anillo “verde” que une Daroca con Gallocanta, a la que algunos estudiosos señalan como el “Alucad” citado en el Cantar.

- Anillo de Montalbán (Teruel): Esta ruta sigue las correrías de El Cid por Montalbán, Monforte de Moyuela, Huesa del Común y otras poblaciones turolenses en su afán por obtener recursos del pillaje y el cobro de parias.

- Anillo del Maestrazgo (Teruel y Castellón): Recorrido por la Sierra del Maestrazgo que, ya en su descenso, tiene a Onda como referente literario.

- Anillo de Morella (Teruel y Castellón: Un pequeño anillo de valor histórico, literario, cultural y medioambiental, que tiene como referente literario a Olocau del Rey y a Morella como referente histórico.

- Anillo de la Taifa de Valencia (Valencia): Este anillo, aún en fase de proyecto, tendrá como localidades de referencia a Játiva y la Peña Cadiella, enclave estratégico de gran importancia situado en los términos municipales de Beniatjar y Otos.

## Los ramales

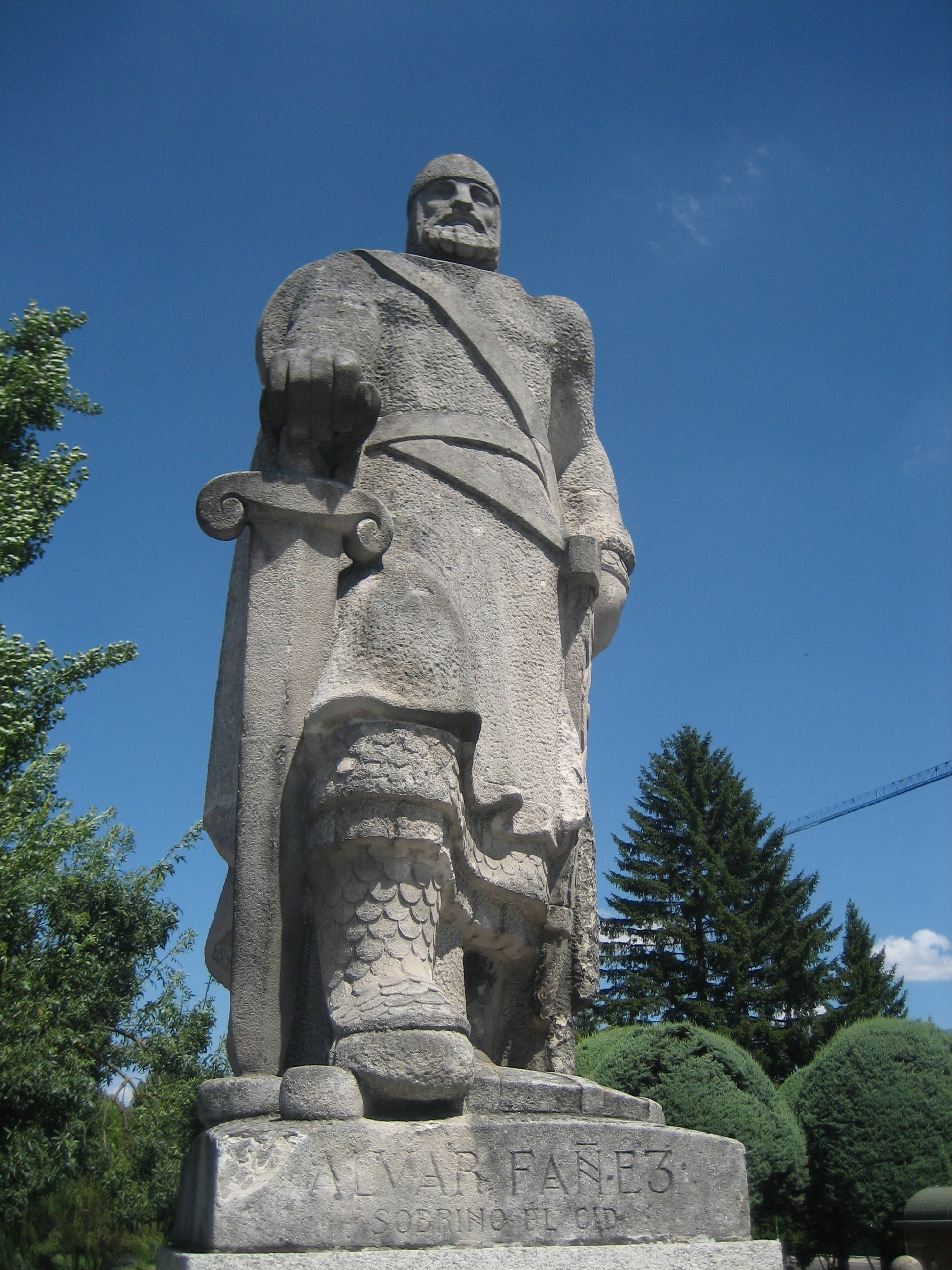
El caballero Álvar Fáñez, da nombre a uno de los ramales.

Los ramales son rutas lineales que unen determinadas poblaciones e itinerarios con el camino principal.
Existen tres ramales:
- Ramal de la Algarada de Álvar Fáñez (Guadalajara: une la ciudad de Guadalajara con Castejón de Henares y sigue el ataque lanzado por Álvar Fáñez desde Castejón.

- Ramal de Castellón (Valencia – Castellón: une la ciudad de Castellón con Sagunto, siguiendo la línea defensiva creada por El Cid, según el poema.

- Ramal de Olocau (Valencia: un pequeño ramal aún en fase de desarrollo que unirá dos localidades “cidianas”: Puzol y Olocau.

## El salvoconducto

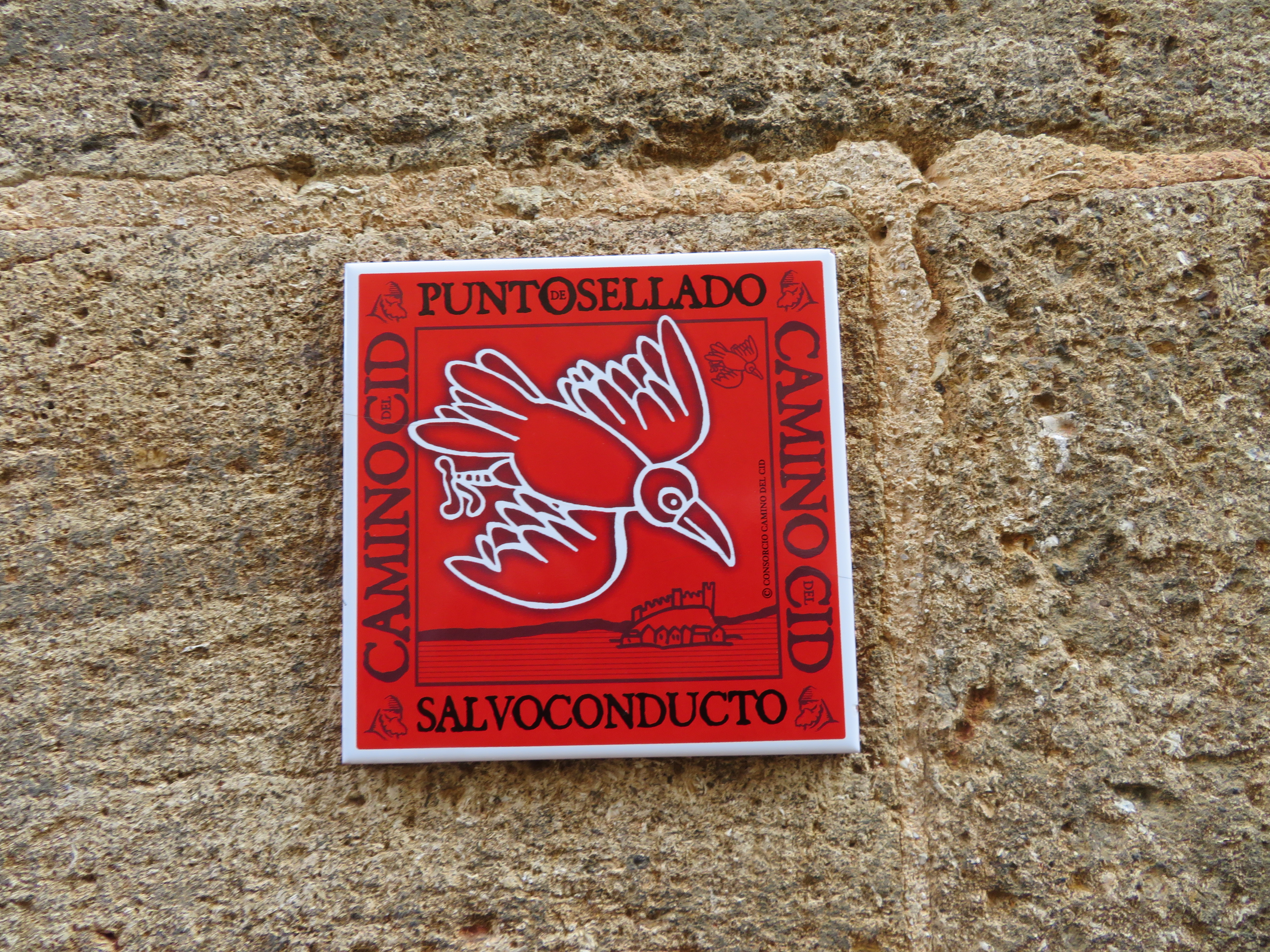
Camino del Cid. Punto de sellado en La Iglesuela del Cid, Casa Aliaga oficina de turismo.

Independientemente de la opción que escoja el viajero, las personas que recorran el Camino del Cid pueden solicitar el salvoconducto, la credencial que “plasma” el paso del viajero por las distintas localidades del Camino del Cid y el medio para obtener el documento acreditativo del Camino del Cid. Para conseguir dicho documento, es necesario estampar al menos cinco sellos oficiales por provincia, excepto en el caso de las provincias de Soria y Castellón, donde sólo son necesarios 4 sellos.
El salvoconducto se expide gratuitamente en la sede del Consorcio Camino del Cid y en otros puntos de la ruta, en su mayoría oficinas de turismo. El documento recuerda al que se utilizaba en la Edad Media para asegurar el paso libre y seguro de viajeros y mercancías. Los puntos de sellado oficiales aparecen identificados con una corneja.

## El camino por tramos

### El destierro

#### Tramo 1
Longitud: 82 km
- Provincia de Burgos
  - Vivar del Cid
  - Burgos
  - San Pedro de Cardeña
  - Mecerreyes
  - Covarrubias
  - Santo Domingo de Silos

#### Tramo 2
Longitud: 75 km
- Provincia de Burgos
  - Santo Domingo de Silos
  - Caleruega
  - Arauzo de Torre
  - Peñalba de Castro
  - Quintanarraya
  - Hinojar del Rey
  - Coruña del Conde
  - Brazacorta
- Provincia de Soria
  - Alcoba de la Torre
  - Alcubilla de Avellaneda
  - Zayas de Báscones
  - Villálvaro
  - Matanza de Soria
  - Miño de San Esteban
  - Aldea de San Esteban
  - San Esteban de Gormaz

#### Tramo 3
Longitud: 102 km
- Provincia de Soria
  - San Esteban de Gormaz
  - Alcubilla del Marqués
  - Osma
  - El Burgo de Osma
  - La Rasa
  - Navapalos
  - Vildé
  - Gormaz
  - Quintanas de Gormaz
  - Berlanga de Duero
  - Paones
  - Alaló
  - Nograles
  - Sauquillo de Paredes
  - Retortillo de Soria
- Provincia de Guadalajara
  - Miedes de Atienza
  - Romanillos de Atienza
  - Atienza

### Tierras de frontera

#### Tramo 4
Longitud: 169 km
- Provincia de Guadalajara
  - Atienza
  - Robledo de Corpes
  - Hiendelaencina
  - Congostrina
  - La Toba
  - Jadraque
  - Sigüenza
  - Barbatona
  - Estriégana
  - Alcolea del Pinar
  - Molina de Aragón
  - Garbajosa
  - Anguita
  - Luzón
  - Maranchón
- Provincia de Soria
  - Layna
  - Arbujuelo
  - Salinas de Medinaceli
  - Medinaceli

#### Tramo 5
Longitud: 112 km
- Provincia de Soria
  - Medinaceli
  - Lodares
  - Jubera
  - Somaén
  - Arcos de Jalón
  - Montuenga de Soria
  - Santa María de Huerta
- Provincia de Zaragoza
  - Torrehermosa
  - Monreal de Ariza
  - Ariza
  - Cetina
  - Contamina
  - Alhama de Aragón
  - Bubierca
  - Ateca
  - Alcocer
  - Terrer

### Las tres taifas

#### Tramo 6
Longitud: 150 km
- Provincia de Zaragoza
  - Calatayud
  - Paracuellos de Jiloca
  - Maluenda
  - Velilla de Jiloca
  - Fuentes de Jiloca
  - Daroca
  - Villanueva de Jiloca
- Provincia de Teruel
  - San Martín del Río
  - Báguena
  - Burbáguena
  - Luco de Jiloca
    - Variante de Montalbán
      - Monforte de Moyuela
      - Huesa del Común
      - Montalbán

  - Calamocha
  - El Poyo del Cid
  - Caminreal
  - Monreal del Campo
- Provincia de Guadalajara
  - El Pedregal
  - Castellar de la Muela
  - Tordelpalo
  - Molina de Aragón

#### Tramo 7
Longitud: 110 km
- Provincia de Guadalajara
  - Molina de Aragón
  - Cañizares
  - Ventosa
  - Nuestra Señora de la Hoz
  - Torete
  - Pinilla de Molina
  - Chequilla
  - Checa
  - Orea
- Provincia de Teruel
  - Orihuela del Tremedal
  - Tramacastilla
  - Torres de Albarracín
  - Albarracín

#### Tramo 8
Longitud: 95 km
- Provincia de Teruel
  - Albarracín
  - Gea de Albarracín
  - Cella
  - Teruel
  - Mora de Rubielos
  - Rubielos de Mora

### La conquista de Valencia

#### Tramo 9
Longitud: 60 km
- Provincia de Teruel
  - Rubielos de Mora
  - Fuentes de Rubielos
  - Olba
- Provincia de Castellón
  - Montanejos
  - Jérica
  - Segorbe

#### Tramo 10
Longitud: 70 km
- Provincia de Castellón
  - Segorbe
  - Geldo
  - Soneja
  - Sot de Ferrer
- Provincia de Valencia
  - Sagunto (Morvedre en el Cantar de Mío Cid)
  - Puzol
  - El Puig
  - Puebla de Farnals
  - Masamagrell
  - Tabernes Blanques
  - Alboraya
  - Valencia